# Finska elenergiförbundet Sener
Finska elenergiförbundet Sener (finska: Sähköenergialiitto Sener) är en finländsk organisation som representerar regionalt och lokalt verksamma eldistributions- och eldetaljhandelsföretag 
Förbundet, som grundades 1926 under namnet Finlands elverksförening (Suomen Sähkölaitosyhdistys) och antog namnet Finska elenergiförbundet 1996, har sitt säte i Helsingfors. Förbundets centrala uppgift är att befrämja och utveckla forskning och undervisning i elhandel och -distribution. Till förbundet uppgifter hörde tidigare även att bevaka eldistributionsbranschens intressen i offentligheten. Sedan 2004 hör förbundet till Finsk Energiindustri som svarar för intressebevakningen inom branschen. Finska elenergiförbundet hade 2007 omkring 80 medlemsföretag, av vilka en del även har egen elproduktion. Förbundet gav tidigare ut bland annat kundtidningarna Sähköviesti och Elbladet. Tidningarna utges numera av Adato Energia Oy som ägs av Finsk Energiindustri.